# Emmanuelle Gagliardi
Emmanuelle Gagliardi (ur. 9 lipca 1976 w Genewie) – szwajcarska tenisistka.
Emmanuelle otrzymała status profesjonalnej tenisistki w 1994 roku. Od tego czasu jej największym wielkoszlemowym osiągnięciem jest czwarta runda French Open w 2005 roku. Większość jej osiągnięć to sukcesy w grze podwójnej. Wygrywa turnieje deblowe, a we wrześniu 2004 roku była klasyfikowana jako dwudziesta druga deblistka świata. 13 maja 2002 osiągnęła najwyższą pozycję w rankingu gry pojedynczej – miejsce czterdzieste drugie.
W grze pojedynczej jej największe osiągnięcia to półfinały zawodowych turniejów. Najważniejszy to półfinał Indian Wells w 2002 roku, przegrany z późniejszą mistrzynią, Danielą Hantuchovą w trzech setach. W jednej z wcześniejszych rund wyeliminowała Anastazję Myskiną.
Już od 1992 roku grywała w turniejach ITFu, wygrywając pierwszy z nich w 1993. W turnieju zawodowym zadebiutowała w 1995 roku w Zagrzebiu. Już w 1996 doszła do pierwszego zawodowego ćwierćfinału w Karlovych Varach, jako kwalifikantka. Rok 1997 to ten, w którym Emmanuelle zagrała we wszystkich wielkoszlemowych turniejach (od występu w Australian Open 1997 nieprzerwanie występuje w Wielkim Szlemie, wyjątkiem są dwie absencje na Australian Open 1999 oraz US Open 2006). Doszła również do półfinału na Bol, co było wówczas jej najlepszym rezultatem.
W drodze do półfinału w Kairze w 1999 roku pokonała między innymi Natallę Zwierawą. W ćwierćfinale w Madrycie, we wcześniejszych rundach wygrała z Tarą Snyder, pierwszego seta przegrała do dziewiętnastu w tie-breaku, zawodniczki ustanowiły wówczas rekord w ilości punktów dodatkowego gema, których rozegrały łącznie 30 (21:19). Na liście jej cennych zwycięstw znalazła się wygrana z Sandrine Testud w ’s-Hertogenbosch.
W roku olimpijskim 2000 brała udział w igrzyskach w Sydney. W turniejach zawodowych osiągnęła półfinał w São Paulo. Pokonała Conchitę Martínez w drodze do trzeciej rundy Australian Open 2001. Zakwalifikowała się do ćwierćfinału w Tokio, w Rzymie wygrała z Kim Clijsters. Trzecia runda Wimbledonu.
Sezon 2002 to rok, w którym rozegrała „turniej życia”, wspomniany półfinał Indian Wells. Po tym właśnie turnieju po raz pierwszy dostała się do grona pięćdziesięciu najlepszych zawodniczek świata. Osiągnęła ćwierćfinały w Auckland i Strasburgu. W roku 2003 pobiła swój rekord półfinałów turniejowych, trzykrotnie je osiągając (najważniejszy z nich w Auckland). Doszła po raz pierwszy do finału debla w Estoril (razem z Maret Ani) oraz na Bol (z Patty Schnyder). Półfinalistka deblowego Australian Open.
Przegrała w trzeciej rundzie Wimbledonu 2004 z Tatianą Golovin, ale zyskała cenne zwycięstwo nad Patty Schnyder. Zdobyła pierwszy zawodowy tytuł w Estoril oraz drugi w Pekinie. Osiągnęła wysokie pozycje rankingowe. Grała w Pucharze Federacji dla Szwajcarii. Nie brała udziału w igrzyskach olimpijskich w Atenach.
W 2005 roku rozegrała jak dotąd najlepszy turniej wielkoszlemowy – Roland Garros, dochodząc w nim do czwartej rundy. Pokonała Tetianę Perebyjnis, Maríę Sánchez Lorenzo oraz Émilie Loit, ulegając nastolatce bułgarskiej, Sesił Karatanczewej. Ćwierćfinał w Bogocie, zdobyła dwa kolejne tytuły deblowe.
W styczniu 2006 roku nie wykorzystała trzech piłek meczowych w spotkaniu pierwszej rundy z Anabel M. Garrigues, ale w grze podwójnej osiągnęła półfinał. Był to słaby sezon w wykonaniu Szwajcarki, w turniejach osiągała maksymalnie drugie rundy.
Spadek rankingowy spowodował, że obecnie musi kwalifikować się do turniejów zawodowych (jest na początku drugiej setki). Nie przeszła kwalifikacji do dwóch imprez na początku roku i odpadła w pierwszej rundzie Australian Open (z Tathianą Garbin), podobnie w Dubaju (z Meghann Shaughnessy). W grze podwójnej startowała jedynie w Paryżu, odpadły z Salimą Safar w pierwszej rundzie z Klaudią Jans i Renatą Voráčovą.

## Wygrane turnieje WTA

### gra podwójna
| Lp. | Rok  | Turniej   | Partnerka           | Finalistki                           | Wynik       |
| 1.  | 2004 | Estoril   | Janette Husárová    | Gabriela Navrátilová Olga Blahotová  | 6:3, 6:2    |
| 2.  | 2004 | Pekin     | Dinara Safina       | Gisela Dulko María Vento-Kabchi      | 6:4, 6:4    |
| 3.  | 2005 | Bogota    | Tina Pisnik         | Barbora Strýcová Ľubomíra Kurhajcová | 6:4, 6:3    |
| 4.  | 2005 | Guangzhou | Maria Elena Camerin | Shikha Uberoi Neha Uberoi            | 7:6(5), 6:3 |